# Thornton (Nou Hampshire)
Thornton és una població dels Estats Units a l'estat de Nou Hampshire. Segons el cens del 2000 tenia 1.843 habitants.

## Demografia
Segons el cens del 2000, Thornton tenia 1.843 habitants, 759 habitatges, i 507 famílies. La densitat de població era de 14,1 habitants per km².
Dels 759 habitatges en un 29,6% hi vivien nens de menys de 18 anys, en un 56,5% hi vivien parelles casades, en un 6,6% dones solteres, i en un 33,2% no eren unitats familiars. En el 21,1% dels habitatges hi vivien persones soles el 6,6% de les quals corresponia a persones de 65 anys o més que vivien soles. El nombre mitjà de persones vivint en cada habitatge era de 2,43 i el nombre mitjà de persones que vivien en cada família era de 2,86.
Per edats la població es repartia de la següent manera: un 22,4% tenia menys de 18 anys, un 7,5% entre 18 i 24, un 33,1% entre 25 i 44, un 24,6% de 45 a 60 i un 12,4% 65 anys o més.
L'edat mediana era de 38 anys. Per cada 100 dones de 18 o més anys hi havia 102,5 homes.
La renda mediana per habitatge era de 38.380$ i la renda mediana per família de 45.172$. Els homes tenien una renda mediana de 27.750$ mentre que les dones 22.938$. La renda per capita de la població era de 18.478$. Entorn del 6,9% de les famílies i el 9,5% de la població estaven per davall del llindar de pobresa.